# Islands Nationalarkiv
Islands Nationalarkiv (islandsk: Þjóðskjalasafn Íslands) er Islands nationale arkiv, der opbevarer officielle dokumenter fra den islandske centraladministration og landets kommuner, samt historisk materiale.

## Historie
Den 3. april 1882 bekendtgjorde landshøvding Hilmar Finsen oprettelsen af Islands Landsarkiv, som Nationalarkivet hed i begyndelsen. Islands nationalbibliotek og landets oldsagssamling var lige flyttet fra loftet i Reykjavik Domkirke til det nyopførte Alþingishúsið, og landshøvdingen benyttede lejligheden tl at skabe bedre forhold for landets embedsarkiver ved at samlede dem i et nyt arkiv på domkirkens loft.
I begyndelsen var der ingen faste medarbejdere ved arkivet, og de enkelte embeder sørgede hver især for de arkiver, de havde opbevaret på domkirkeloftet. I 1900 blev den første leder af arkivet, Jon Þorkelsson, ansat.
Siden da er der sket store omvæltninger. Arkivet er tre gange flyttet til andre og større lokaler. Først til Alþingishúsið i 1900, derefter til Samlingernes Hus, der nu hedder Kulturhuset, ved Hverfisgate i 1908, og endelig til de nuværende lokaler på Laugavegur 162 i Reykjavik i årene 1987-98.

## Nationalarkivet i dag
Arkivet er vokset støt i omfang og kapacitet i løbet af hele sin levetid. Nu har arkivet 25-30 medarbejdere, og arkivalierne fylder over 40.000 hyldemeter. I arkivet opbevares arkivalier, der vedrører Islands historie fra 1100-tallet til nutiden. Som kilder til de juridiske rettigheder for såvel enkeltpersoner som det islandske samfund, spiller disse arkivalier en nøglerolle for forskningen i borgernes og nationens historie.

## Ekstern henvisning
- Islands Nationalarkivs officielle netsted

64°08′N 21°55′V / 64.14°N 21.91°V